# Ingrid Mickler-Becker
Ingrid Mickler-Becker (ur. 26 września 1942 w Geseke) – niemiecka lekkoatletka specjalizująca się w konkurencjach pięcioboju (biegi sprinterskie, pchnięcie kulą, skok wzwyż oraz skok w dal), czterokrotna uczestniczka letnich igrzysk olimpijskich (Rzym 1960, Tokio 1964, Meksyk 1968, Monachium 1972), dwukrotna mistrzyni olimpijska, z Meksyku (w pięcioboju) oraz z Monachium (w sztafecie 4 × 100 metrów).

## Sukcesy sportowe
- dwukrotna zdobywczyni tytułu Sportsmenka Roku w Niemczech – 1968, 1971[1]
- mistrzyni (1967) oraz trzykrotna wicemistrzyni RFN (1961, 1962, 1969) w skoku w dal[2]
- mistrzyni (1962) oraz wicemistrzyni RFN (1961) w skoku wzwyż[3]
- halowa brązowa medalistka mistrzostw RFN (1961) w skoku wzwyż[4]
- halowa brązowa medalistka mistrzostw RFN (1962) w skoku w dal[5]

| Rok  | Miasto    | Zawody               | Konkurencja                                 | Wynik                     |
| ---- | --------- | -------------------- | ------------------------------------------- | ------------------------- |
| 1964 | Tokio     | igrzyska olimpijskie | skok w dal pięciobój                        | 4. miejsce 8. miejsce     |
| 1962 | Belgrad   | mistrzostwa Europy   | pięciobój                                   | 4. miejsce                |
| 1968 | Meksyk    | igrzyska olimpijskie | pięciobój skok w dal sztafeta 4 × 100 m     | złoty medal 6. miejsce    |
| 1969 | Ateny     | mistrzostwa Europy   | sztafeta 4 × 100 m                          | srebrny medal             |
| 1971 | Helsinki  | mistrzostwa Europy   | sztafeta 4 × 100 m skok w dal bieg na 100 m | złoty medal srebrny medal |
| 1972 | Monachium | igrzyska olimpijskie | sztafeta 4 × 100 m                          | złoty medal               |

## Rekordy życiowe
- bieg na 100 m – 11,46 – Helsinki 11/08/1971
- skok wzwyż – 1,63 – Belgrad 14/09/1962
- skok w dal – 6,76 – Helsinki 14/08/1971
- pchnięcie kulą – 11,03 – Belgrad 14/09/1962
- pięciobój – 5098 – Meksyk 16/10/1968